# Biblioteca Laurenciana
La Biblioteca Laurenciana o Biblioteca Medicea Laurenciana (en italiano: Biblioteca Medicea Laurenziana) es una de las bibliotecas más importantes de Florencia y de toda Italia. Es famosa por conservar aproximadamente 11.000 manuscritos. Construida en el claustro de la medicea basílica de San Lorenzo, fue patrocinada por el papa Clemente VII (Julio de Médici).

## Historia
Julio de Medici invirtió su fortuna en proyectar un edificio que representara la prosperidad del poder de la familia Médici en Florencia. Para eso, eligió dos proyectos que serían anexos de la Basílica de San Lorenzo, uno de ellos fue la Nueva Biblioteca, la cual se destaca tanto por su elección como por el símbolo de filantropía que representa.
El Humanismo surgió como movimiento independiente, pero no hubiera podido florecer trascendiendo el estudio de antiguos manuscritos de no ser por el apoyo económico que recibió. Los Médici hicieron ostentación de su apoyo económico a las ciencias y las artes para reforzar y establecer aun más su posición política. El conocimiento y su adquisición pasaron a ser un símbolo de poder para esta familia.
Miguel Ángel, tras la realización de los frescos de la bóveda de la Capilla Sixtina retorna a Florencia, donde trabaja como arquitecto a las órdenes del nuevo papa León X de Médici, elegido después de la muerte de Julio II. Proyecta la fachada de la Basílica de San Lorenzo, nunca realizada, y en 1519 construye la Capilla Medicea o Sacristía Nueva para acoger los sepulcros de los Médici. A la realización de las tumbas mediceas se dedica desde 1521, y tres años después, en 1524 el papa Médici Clemente VII encarga la construcción de la Biblioteca Laurenciana, para la conservación de los preciosos códices de la colección medicea. Miguel Ángel comenzará a flanquear un costado del claustro levantado por el biógrafo y seguidor de Brunelleschi, Antonio Manetti.
En 1527, la invasión de las tropas de Carlos I de España y la expulsión de los Médici de Florencia, interrumpen los trabajos para los complejos laurencianos. Los trabajos en la sacristía nueva y en la biblioteca serán retomados en 1530, después del restablecimiento de los Médici en el gobierno de Florencia. Pero en 1534 Miguel Ángel se traslada definitivamente a Roma por el nuevo encargo de Clemente VII de pintar un Juicio Final para el altar de la Capilla Sixtina, interrumpiendo los trabajos en San Lorenzo para iniciar dicho proyecto.
Tras esta interrupción siguen construyendo el edificio de la Biblioteca Laurenciana Bartolomeo Ammannati y Giorgio Vasari.
En 1571, Cosme I de Médici, gran duque de Toscana, abrió la todavía incompleta Biblioteca al público. En 1757 fue elegido bibliotecario de esta a Angelo Maria Bandini, que pasó cincuenta años en el cargo y que siguió una política de adquisiciones para engrandecimiento de la Biblioteca y además publicó los primeros catálogos de los fondos bibliográficos.
A lo largo del tiempo se han realizado numerosas aportaciones a la colección. En el siglo XIX el bibliófilo florentino Angelo Maria d'Elci donó su colección de primeras ediciones de clásicos latinos y griegos y se adquirió la biblioteca de Lord Bertram Ashburnham, con importantes códices mayoritariamente en lengua italiana.

## El edificio

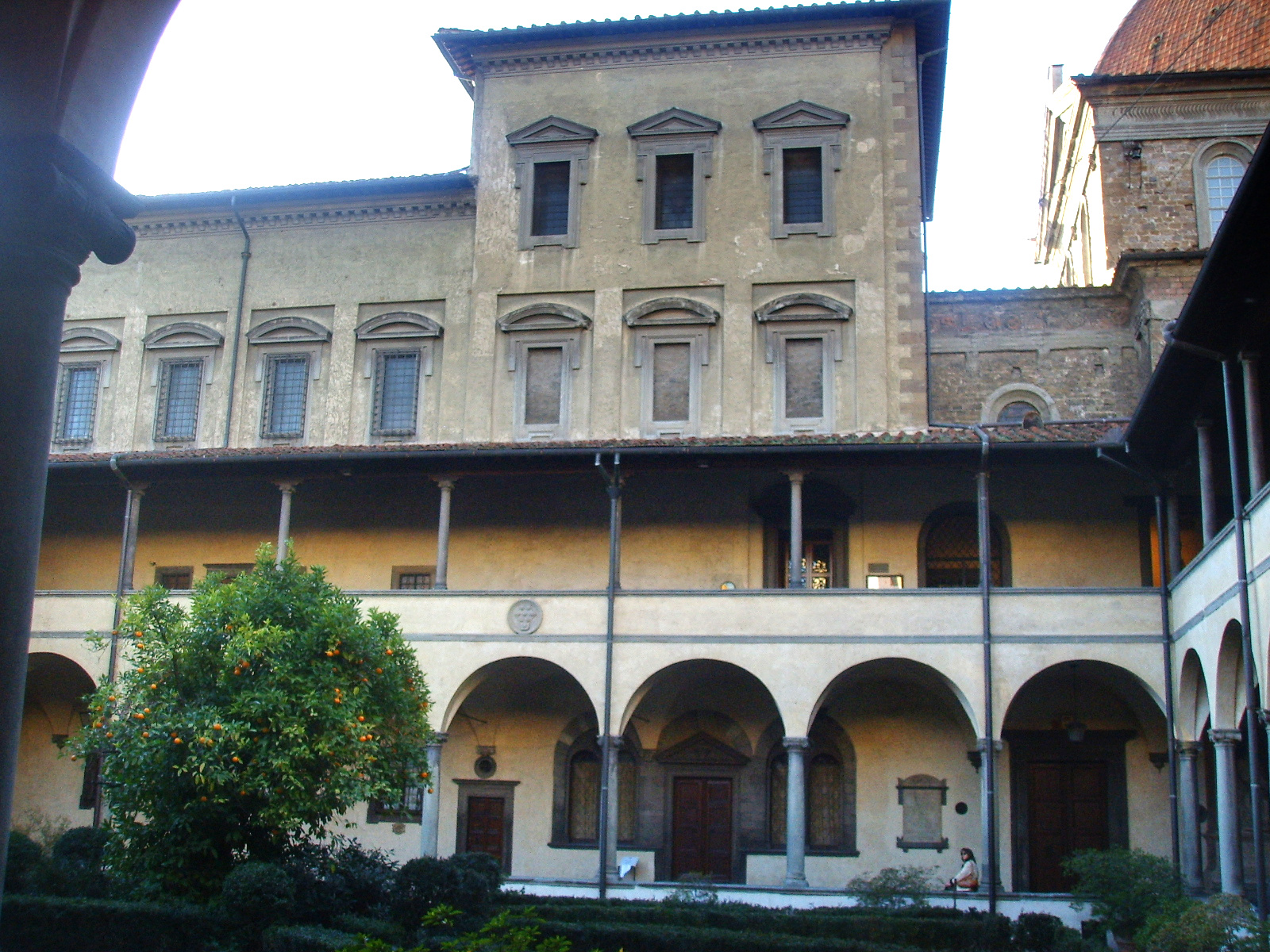
Biblioteca Laurenciana desde el claustro de San Lorenzo.

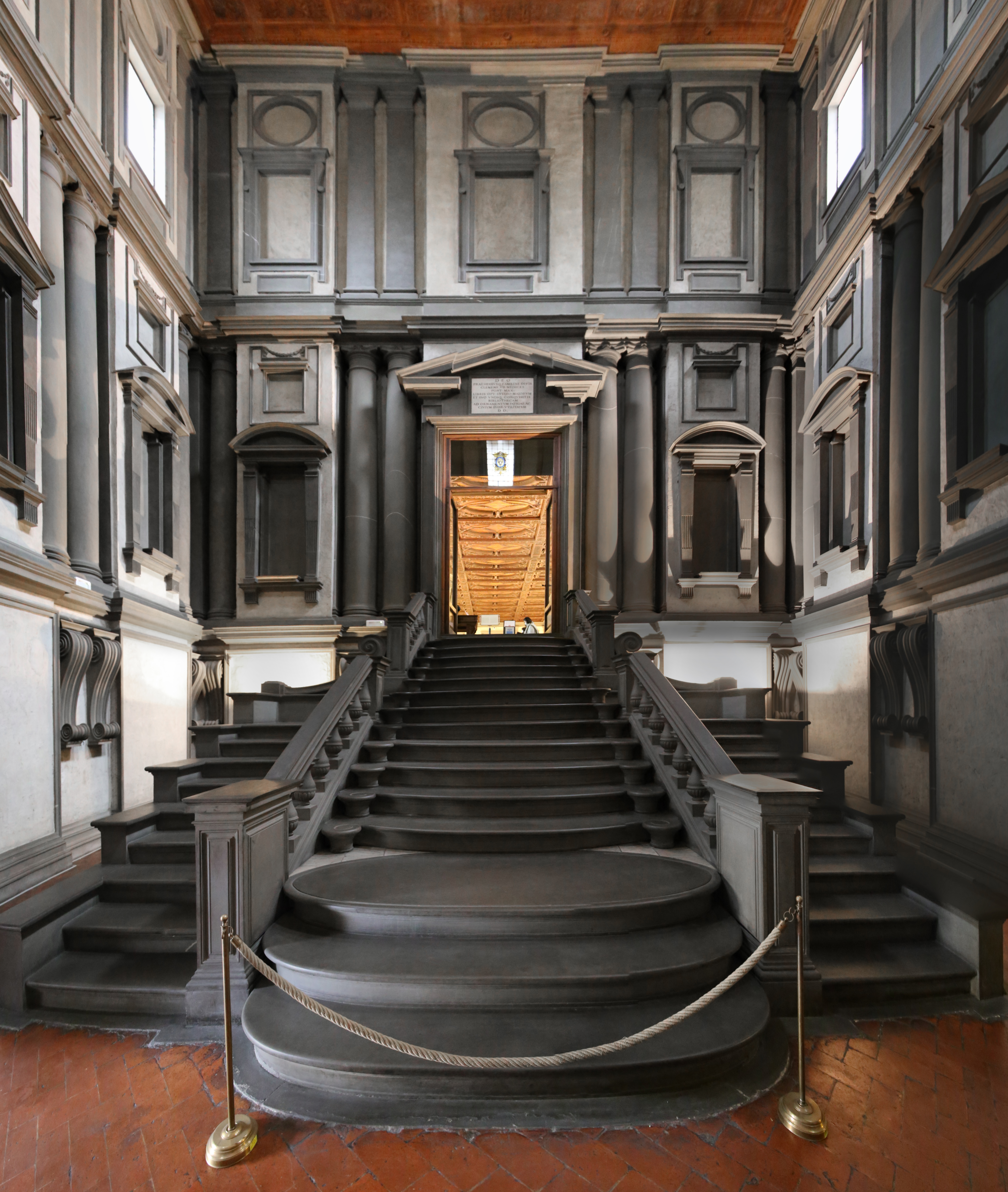
La escalera diseñada por Miguel Ángel. [https://seordelbiombo.blogspot.com/2013/09/la-escalera-laurenciana-miguel-angel.html Enlace a una web (ajena a esta fotografía) detallada de las escaleras de la Biblioteca Laurenciana.

Durante la década de 1520, Miguel Ángel diseñó de la Biblioteca Laurenciana la sala de lectura y vestíbulo con la escalinata de acceso, anexa a la citada iglesia, aunque los trabajos no finalizaron hasta varias décadas después y ya no bajo la dirección del maestro toscano.
Miguel Ángel tomó como punto de referencia el tipo de articulación de muros desarrollado por sus predecesores florentinos, pero en lugar de seguir con fidelidad los cánones clásicos estipulados por griegos y romanos, Miguel Ángel utilizó estos motivos —columnas, frontones, ménsulas— de manera más personal y expresiva.
El vestíbulo o ricetto (construido en 1559 por Bartolomeo Ammannati) invita al silencio con sus ventanas ciegas de estípites colgantes y peraltados que se unen a las vigas del techo. Destaca en este la triple escalinata que se resume en una sola rampa, planeada por Miguel Ángel y que es el ejemplo perfecto de la Arquitectura del Manierismo.
Escaleras arriba, la sala de lectura es con reiterada contraposición de vanos ciegos rectangulares y cuadrados, una individualizada y recoleta insistencia al estudio y la meditación.
Bajo el actual suelo de taracea de madera de la sala de lectura de la biblioteca existe un enlosado de 15 paneles blancos y rojos de terracota. Este suelo se descubrió por casualidad en 1774 cuando una balda del escritorio 74 cedió por sobrepeso y se rompió. En la obra de reparación se descubrió este suelo oculto. Existen en la actualidad trampillas para que los visitantes admiren este inusual pavimento. Conforman, con losas cuadradas de 2,6 metros de lado, una secuencia basada en los principios básicos de la geometría. Se cree que las baldosas fueron colocadas siguiendo el diseño del mobiliario original que posteriormente se cambió para aumentar el número de escritorios de la sala.

### Vestíbulo
Considerado el espacio más representativo de la Biblioteca de la Arquitectura del Manierismo, es un espacio de perímetro reducido pero gran altura, conforma un ambiente alto y estrecho con paredes ornamentadas, tratadas como fachadas externas. Los elementos utilizados destacan principalmente por su valor plástico, como si fuera una gran escultura, donde en su parte más alta la decoración es aun más espesa, a la par de las únicas entradas de luz del espacio, inalcanzable para la persona que se encuentra dentro, que ayuda a incrementar la sensación de angustia. Principalmente, el espacio en planta está invadido por la escalera que precede a la sala de la biblioteca.
La escalera es lo más destacable y la verdadera protagonista de este recinto. Ocupa más de la mitad del espacio en planta, con tres tramos distintos que se encuentran en un descanso para luego terminar en unificado hasta la sala de lectura.

## Colección

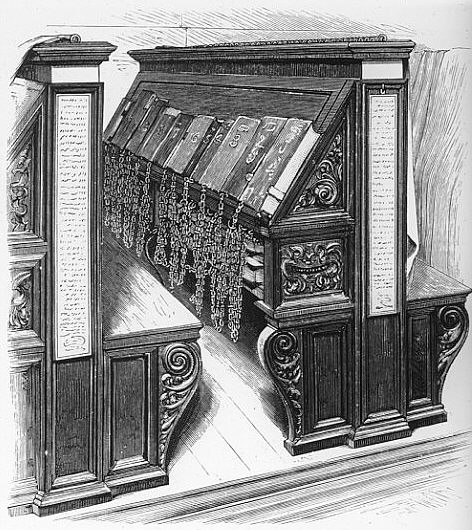
Bancas diseñadas para la Biblioteca Laurenciana.

La Biblioteca conserva alrededor de:
- 11 000 manuscritos.
- 2.000 papiros.
- 43 ostraka.
- 566 incunables.
- 1.681 libros impresos en el siglo XVI.
- 126 527 libros del siglo XVII a la actualidad.
- 592 publicaciones especializadas.

Ciertamente la colección no supera en número al de otras importantes bibliotecas del mundo, sin embargo, su valor excepcional lo compensa, debido al número de manuscritos, antigüedad de éstos, valor filológico y belleza.